# 東京一致英和学校
東京一致英和学校（とうきょういっちええいわがっこう）は、明治16年(1883年)から明治20年(1887年)の4年間、東京に存在したミッションスクールである。
オランダ改革派の学校先志学校が1882年には約半数の33名になり、経営困難になったので、東京の築地外国人居留地にあった合衆国長老教会の築地大学校と統合することになった。これにより、長老系ミッションの協力体制が進んだ。
1883年9月両校は、東京一致神学校へ人材を供給することを目標に統合され、東京一致英和学校と名前になった。生徒数が100名を超えたので、神田に予科（英和予備校）を新設して、本科と同じ教授陣によって授業が行われた。
やがて手狭になったので、広い土地を求めてキリスト教主義の一貫教育のための学校を計画するようになった。そこで、1886年に東京一致神学校、東京一致英和学校と英和予備校を併合して、プリンストン大学のようなクリスチャン・カレッジを設立することが決定された。名称は植村正久の提案により明治学院と決定された。
1887年1月19日に許可を得て、9月に芝区白金に校舎を設立し、東洋一致英和学校と英和予備校の280名の生徒が移ってきた。ここに、東京一致英和学校は4年で明治学院へ発展解消した。しかし、東京一致神学校の学生の校舎と寄宿舎は完成が間に合わず、しばらく築地居留地で授業をした。